# Craigslist (singolo)
Craigslist è un singolo di "Weird Al" Yankovic, famoso parodista americano, pubblicato il 16 luglio 2009, estratto dall' EP Internet Leaks.

## Significato
La canzone è una satira verso il portale web Craigslist e dell'omicidio, compiuto da Michael John Anderson il 26 ottobre 2007, di una donna contattata attraverso Craigslist.

## Il video
Eseguito sulle note di Soul Kitchen dei The Doors, il video ufficiale rappresenta una parodia del gruppo, nello stile e nella performance di Yankovic nei panni di Jim Morrison. Per interpretare questo ruolo il cantante ha dovuto perdere peso. Tra i musicisti che hanno eseguito il brano è accreditato il tastierista Ray Manzarek.

## Tracce
1. Craigslist – 4:50